# 温 (国)
温（おん）または蘇（そ）は、古代中国周代の国家。領域は現在の河南省焦作市温県。

## 概要
始祖は蘇忿生であるが、それ以前は昆吾の子孫が封じられていた。
蘇忿生は妲己の父親として伝わっているが、伝承に近いという。殷周革命後に蘇忿生は周の武王に降って、司寇となった。
その末裔は五大夫の1人となるも、北方遊牧民族の狄と内通して乱を起こすが、その後、狄との関係が悪化したため衛に出奔した。
恵王の時代には、温（蘇）子は同じく大夫の蔿国らと図って、姫頽をかついで乱を起こした（子頽の乱）。
周王室の藩屏国である虢が紀元前655年に晋により滅亡したとき、虢公丑が一部勢力を従えて岳父の温（蘇）子を頼って、逃れたという記録が残っている。
紀元前650年に温（蘇）は狄によって、滅ぼされた。その末裔は遠祖の蘇忿生が司寇の地位にあったことから、寇氏と称したという。